# پیتای لعل‌گون
پیتای لعل‌گون (نام علمی: Erythropitta granatina) نام یک گونه از تیره پیتایان است. این گونه در برونئی، اندونزی، مالزی، میانمار، سنگاپور، و تایلند یافت می‌شود. زیستگاه طبیعی این پرنده مناطق گرمسیری و نیمه‌گرمسیری در جنگل‌ها است. این گونه با خطر تخریب زیستگاه روبرو شده‌است. پیتای لعل‌گون از پرندگان حشره‌خوار به‌شمار می‌رود که از انواع مورچه‌ها، سوسریان، و قاب‌بالان تغذیه می‌کند.